# Paul Corkum
Paul Bruce Corkum (Saint John, 30 ottobre 1943) è un fisico canadese, specializzato in fisica degli attosecondi e scienza dei laser e professore in fotonica ad attosecondi all'Università di Ottawa.

## Biografia
Ha conseguito una laurea nel 1965 presso l'Acadia University a Wolfville insieme ad un Master e un dottorato di ricerca in fisica teorica alla Lehigh University. Negli anni '80 ha sviluppato un modello di ionizzazione degli atomi (ovvero la produzione di plasma) e su questa base ha proposto un nuovo approccio alla realizzazione di laser a raggi X. Questi tipi di laser sono oggi uno degli sviluppi più importanti nella ricerca sui laser a raggi X.
All'inizio degli anni '90 nella fisica atomica in campo forte ci sono state scoperte di alta generazione armonica e doppia ionizzazione correlata (in cui un atomo può assorbire centinaia di fotoni ed emettere due elettroni). Il modello elettronico di collisione di Corkum è servito come base per la generazione di impulsi ad attosecondi dai laser. Con questo metodo nel 2001 Corkum, con i suoi colleghi a Vienna, è riuscita a dimostrare per la prima volta lunghezze di impulso laser inferiori a 1 femtosecondo. Il metodo è stato utilizzato per la generazione di armoniche superiori e per l'esplorazione di atomi e molecole nell'intervallo angstrom e inferiore.
La fisica degli elettroni di collisione di Corkum ha portato a molti progressi nella comprensione delle interazioni tra elettroni coerenti, luce coerente e atomi o molecole coerenti. L'elettrone di collisione può essere pensato come un interferometro elettronico costruito dalla luce laser generata da atomi o molecole. In qualità di interferometro, l'elettrone di collisione può essere utilizzato per misurare gli orbitali atomici e molecolari per mezzo di onde interferenti provenienti dagli elettroni legati e dagli elettroni di collisione.
Dal 1997 al 2009 è stato professore a contratto di fisica presso la McMaster University.

## Premi e riconoscimenti
- 2003: Medaglia Henry Marshall Tory
- 2003: Medaglia del giubileo d'oro di Elisabetta II
- 2013: Premio Harvey
- 2015: Medaglia d'oro Lomonosov
- 2017: Medaglia Royal
- 2018: Medaglia Isaac Newton
- 2022: Premio Wolf per la fisica